# Grande mosquée de Salé

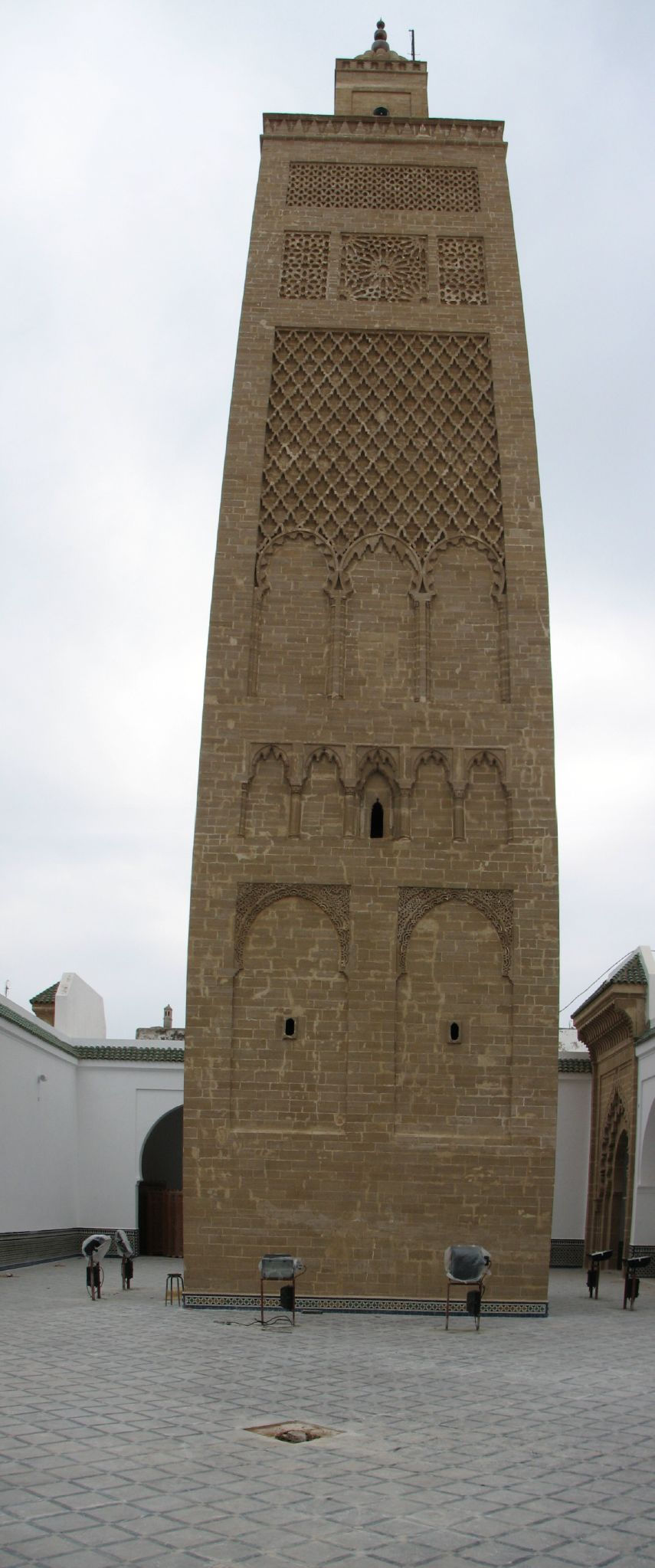
Le minaret.

La grande mosquée de Salé ou grande mosquée Almohade, est une mosquée de la ville de Salé, au Maroc.
D'une superficie de 5 070 m2, elle est la troisième plus grande mosquée du royaume[réf. souhaitée] après les mosquées Hassan II de Casablanca et Al Quaraouiyine de Fès.

## Histoire
La Grande mosquée, construite par Temim Ibn Ziri entre 1028 et 1029 et restaurée puis agrandie par Yacoub El Mansour en 1196, est la troisième en importance au Maroc après celles de Fès. La mosquée est classée la troisième par ordre de grandeur du royaume, après la mosquée Hassan II à Casablanca et mosquée Al Quaraouiyine à Fès. Elle est aussi la deuxième plus vieille du royaume après la mosquée Al Quaraouiyine. Elle fut cependant plusieurs fois détruite et reconstruite, le minaret quant à lui a été rebâti à la manière almohade initiale.
D'après l'historien Abd Al-Mun'im Al-Hasidi, 700 esclaves francs auraient participé à sa reconstruction au temps du sultan Yacoub El Mansour. Ce dernier bâtit une médersa dans les alentours et approvisionna la place en eau qu'il ramena depuis la source In Barka à la Mamora.
La mosquée fut témoin du massacre des habitants survenu lors de la prise de Salé en 1260. 
Elle a résisté à plusieurs bombardements dont celui du 26 novembre 1851 où Salé sera bombardé par l'envoyé de Napoléon III, le contre-amiral Dubourdieu.
Pendant le protectorat français au Maroc, dès les années 1930 jusqu'aux années 1950, elle fut un haut lieu de rassemblement des nationalistes de Salé, tels Saïd Hajji, Ahmed Maâninou, Boubker el-Kadiri, Abou Bakr Zniber ou encore Mohammed El Hassouni. 
Elle fut l'endroit propice pour réveiller la fibre patriotique de la population. Le protectorat Français fermera la mosquée pour un moment pour empêcher la prise de conscience.

## Architecture
La grande mosquée de Salé dispose de neuf portes dont :
- la principale perfore le mur de la qibla[4] ;
- une monumentale, décorée d'arcs divisés en lobes et fabriqués en pierre de Salé[5].

Trapézoïdale, elle reprend le « plan classique des temples almohades ».

### Galerie

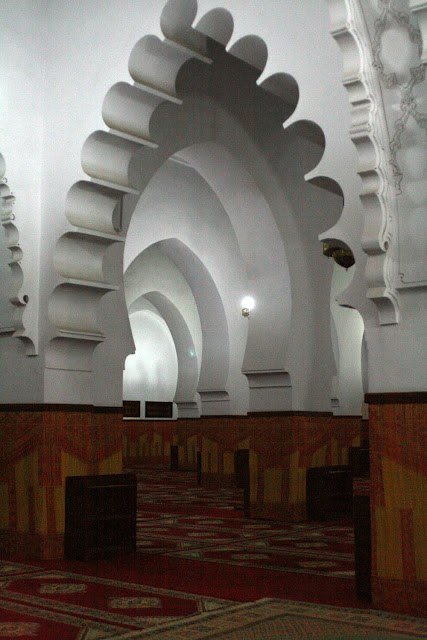
Arcs polylobés à l'intérieur.
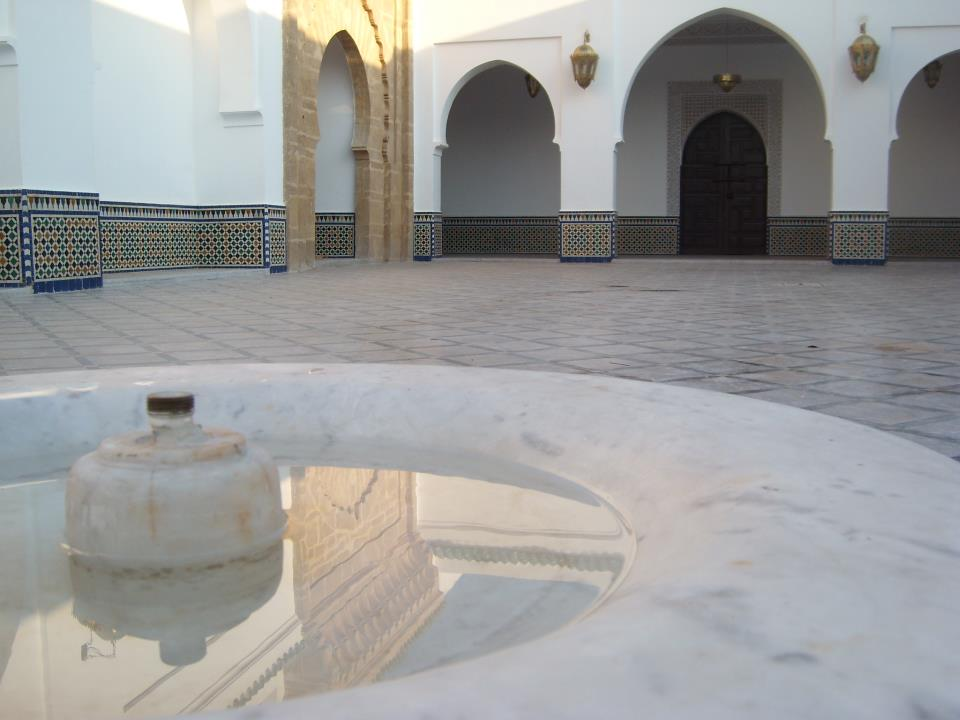
Patio de la mosquée
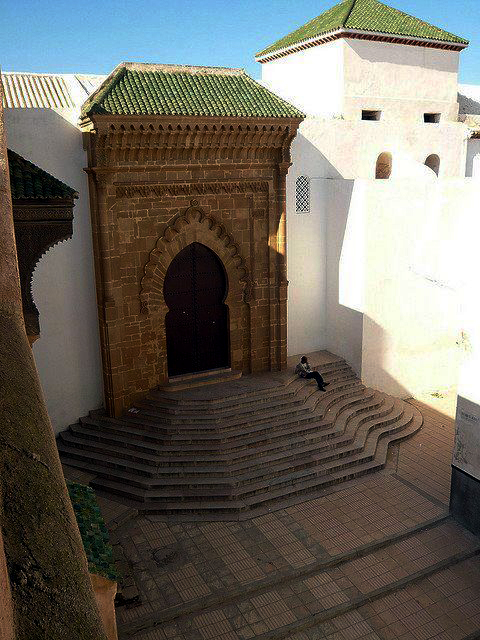
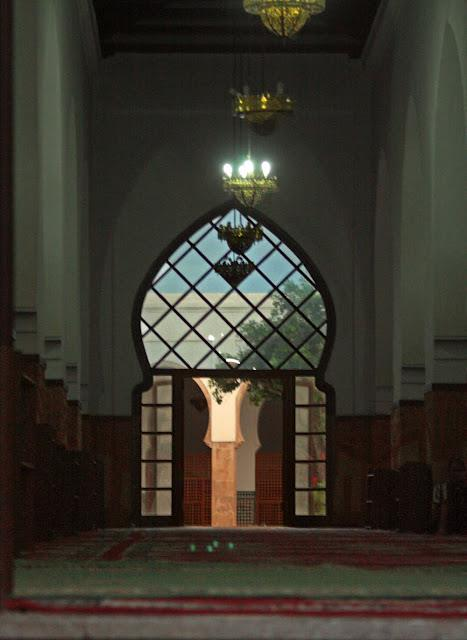
Couloir de rangée
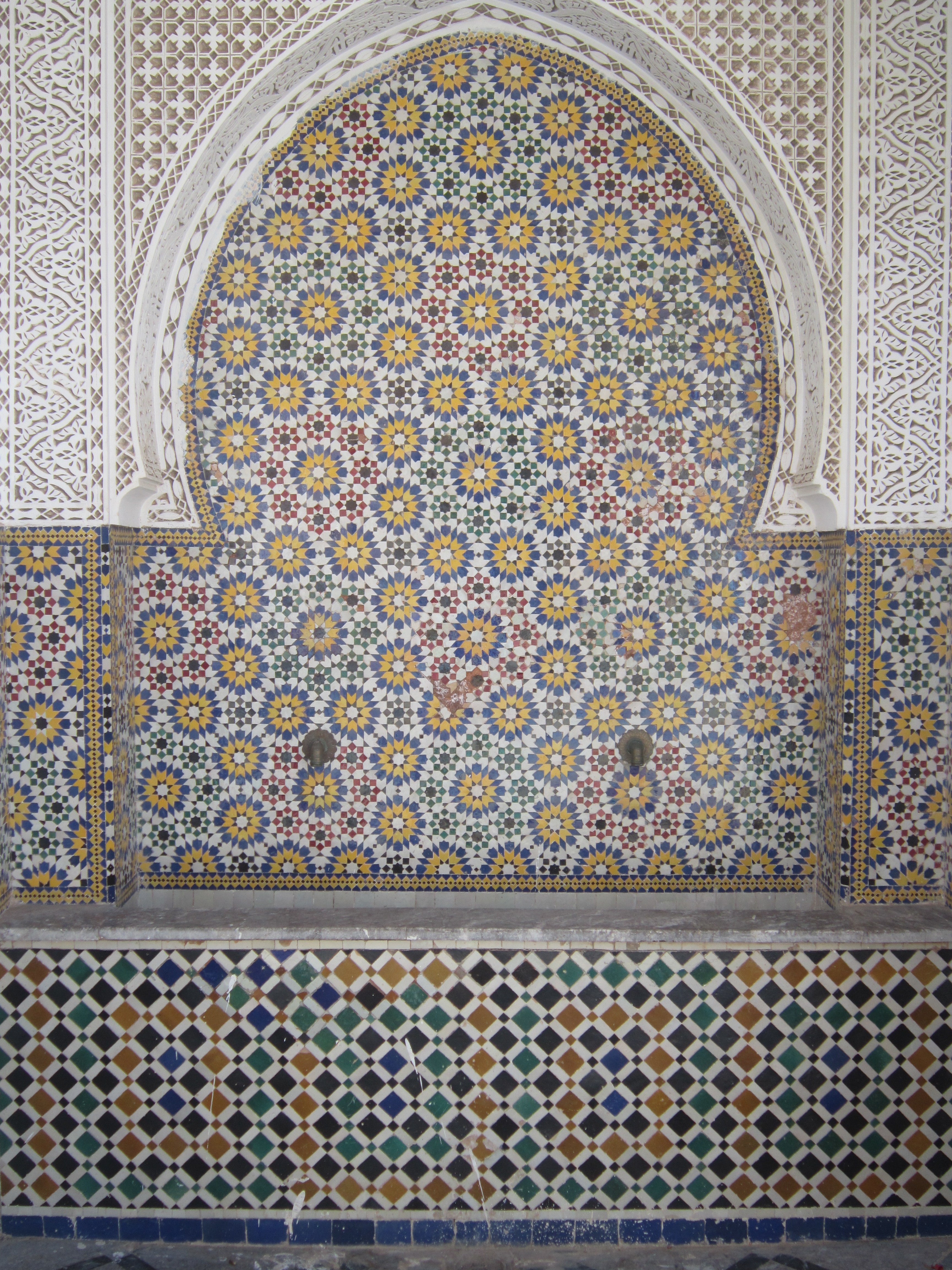
Fontaine de la mosquée en zelliges.
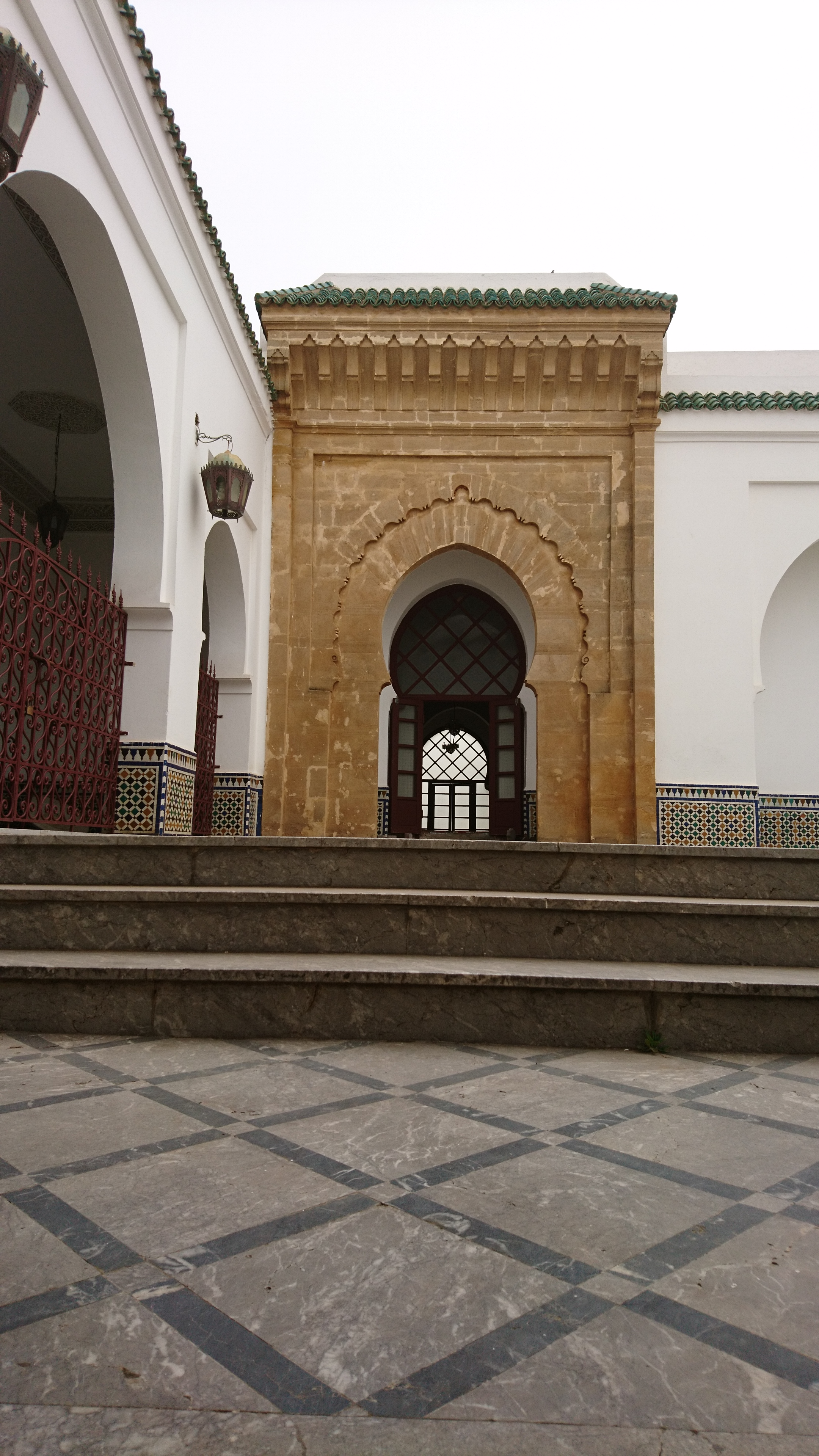
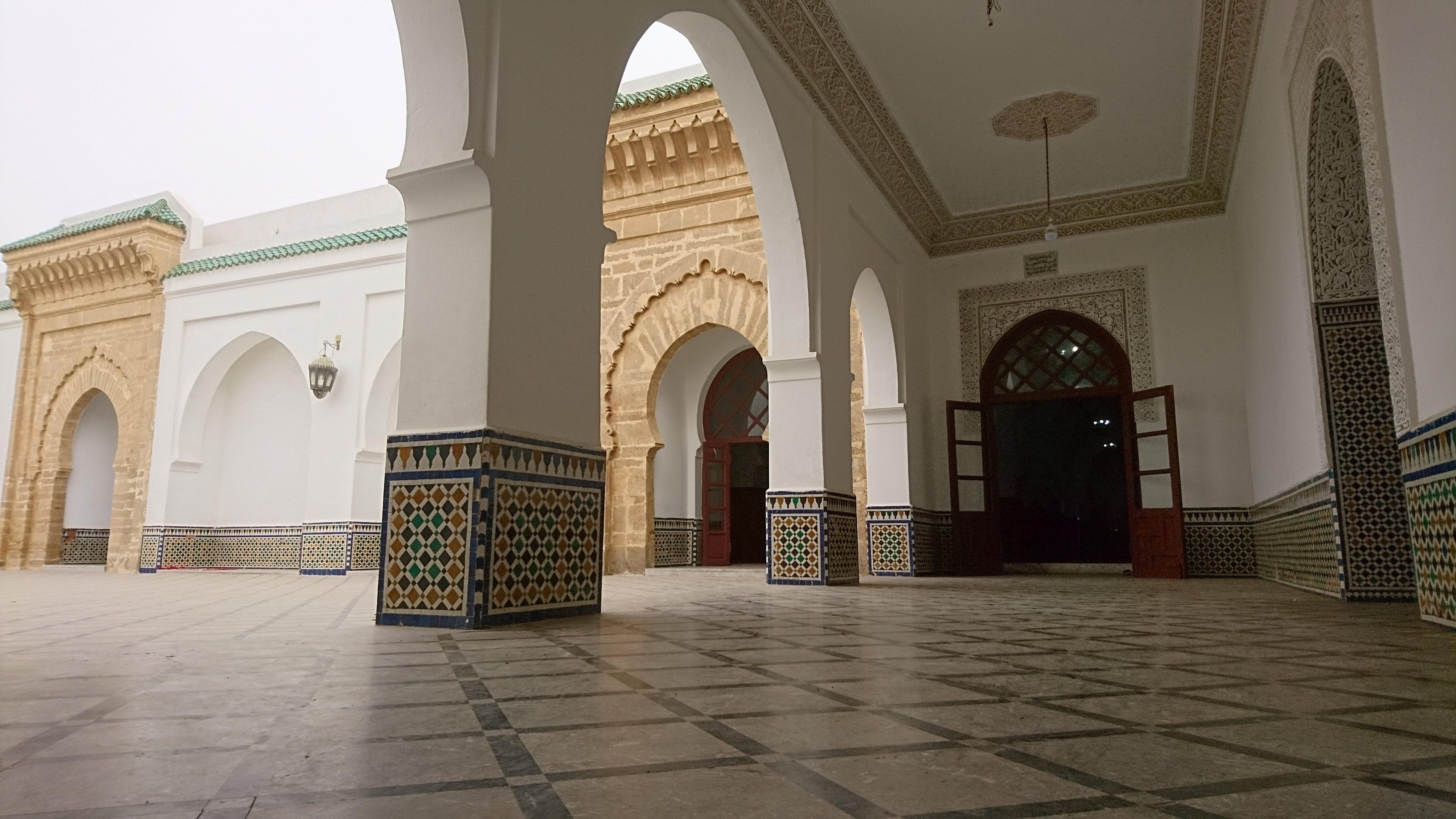